# Jonas Berggren
Jonas Petter Berggren, född 21 mars 1967 i Nylöse församling, Göteborgs och Bohus län, är en svensk kompositör, sångtextförfattare och sångare. 
Berggren var en av initiativtagarna till och medlemmarna i den från 1990-talet internationellt framgångsrika popgruppen Ace of Base tillsammans med sina yngre systrar Malin och Jenny Berggren samt vännen Ulf Ekberg. Han har skrivit de flesta av bandets låtar, inklusive deras största hits "The Sign", "All That She Wants" och "Beautiful Life".   
Han gifte sig med Birthe Haugland 2000 och tillsammans har de fyra barn födda 1999, 2001, 2006 respektive 2008. Sedan 2024 är han gift med Rosa Patriksson, numera Berggren.

### Fotnoter
1. ↑  Sveriges befolkning
2000:
Berggren, Jonas Petter
(1967-03-21)
Försäkringskassan, uttag avseende 20001231 (2014)
2. ↑  Jan Andersson (13 december 2006). ”Ace of Base är tillbaka” (på svenska). Göteborgsposten. https://www.gp.se/kultur/ace-of-base-%C3%A4r-tillbaka-1.1149559. Läst 7 juli 2019.